# Bartholomäus von Dobschütz

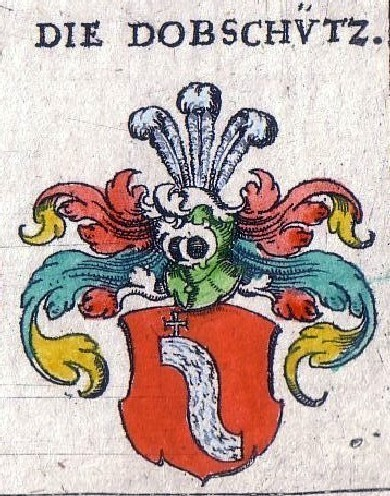
Das Wappen der Familie von Dobschütz
(Weigelsches Wappenbuch von 1734)

Bartholomäus von Dobschütz (* 19. Januar 1568 in Breslau, Niederschlesien; † 8. Januar 1637 in Breslau) war Gutsbesitzer und Kaufmann, Ratsältester in Breslau und Landeshauptmann des Herzogtums Namslau.

## Familie
Dobschütz entstammte einem alten schlesischen Adelsgeschlecht und war Sohn des Gutsbesitzers, Kaufmanns und Landesschöffen Nikolaus von Dobschütz († 1583), Gutsherr auf Polnisch Gandau und Jäschgüttel, und der Margarethe Bache von Perschütz (1531–1600).
In erster Ehe heiratete er am 7. Februar 1590 in Breslau (Elisabethkirche) Rosina Fenzl von Feyeregg (* 1571; † 25. Juni 1621), die Tochter des Lorenz Fenzl von Feyeregg aus Danzig (Nachkomme aus der Nürnberger Kaufmannsfamilie Fenzl) und der Hedwig von Hörnig.
In zweiter Ehe heiratete Dobschütz am 14. November 1628 ebenfalls in der Breslauer Elisabethkirche die in 2. Ehe verwitwete Barbara Runtzler von Kroppitz (* 1583; † Februar 1657), die Tochter des Joachim Runtzler von Kroppitz und der Ludmilla von Gfug von Gossendorf.
Sein Bruder war Adam von Dobschütz (1558–1624), Landeshauptmann des Fürstentums Breslau.

## Leben
Dobschütz war ein wohlhabender Kaufmann, der um 1593 Hausbesitzer in Breslau war. Mindestens seit 1605 war er Eigentümer des Gutes Dürrjentsch im späteren Landkreis Breslau und trat in diesen Jahren auch mehrfach urkundlich als Kreditgeber auf.
Im Jahr 1611, als sein älterer Bruder Adam bereits seit vier Jahren Landeshauptmann des Fürstentums Breslau war, wurde Bartholomäus von Dobschütz ebenfalls in den Breslauer Rat gewählt, dem er bis zu seinem Tod im Jahr 1637 angehörte. Mindestens ab 1626 war er Ratsältester. Zur selben Zeit ab 1611 war er Ratsältester und Landeshauptmann des Fürstentums Namslau.
In den Zeiten des Dreißigjährigen Krieges gehörte er dem sogenannten „Sechser-Gremium“ an, war Gesandter des Breslauer Rats am Hof des habsburgischen Kaisers Ferdinand II. (erwähnt 1635/1636) und Königlicher Mann.